# Marguerite Daulboys
Marguerite Daulboys (état-civil inconnu) est une actrice de théâtre et de cinéma belge, active des années 1900 aux années 1950.

## Biographie
Malgré une carrière de plus d'un demi-siècle tant au théâtre, dès 1903, qu'au cinéma à partir de 1932 avec l'arrivée du parlant, on ne sait pratiquement rien de Marguerite Daulboys sinon qu'elle partagea sa vie d'artiste entre la Belgique son pays natal où elle débuta au théâtre Minard de Gand et la France où elle apparaît sur les scènes parisiennes dès le début des années 1920.
On perd définitivement sa trace après la sortie en 1954 de son dernier film La Chasse au nuage (Jacht op de wolken), un long-métrage de science-fiction du cinéaste belge  Charles Dekeukeleire. Née vraisemblablement vers 1880, elle devait avoir environ 75 ans à l'époque.

## Filmographie
- 1932 : Le Cadavre no 5 / Eulalie, qu'as-tu fait ? de Gaston Schoukens : Madame Pruneau
- 1933 : Si tu vois mon oncle de Gaston Schoukens ; Catherine
- 1936 : Hélène / Hélène Wilfur de Jean Benoit-Lévy et Marie Epstein : la veuve
- 1937 : Mon père et mon papa de Gaston Schoukens : la bonne
- 1937 : Gardons notre sourire / Ersatz et Kommandantur de Gaston Schoukens
- 1944 : Soldats sans uniforme / Résistance belge contre Gestapo d'Emile-Georges De Meyst : l'infirmière
- 1945 :  Les Invités de huit heures  de Gaston Schoukens
- 1945 : Baraque n° 1 / Barak 1 d'Emile-Georges De Meyst : Madame Lambotte
- 1946 : Les Deux inséparables / Thanasse et Casimir de René Piccolo : la tante
- 1951 : Le Banquet des fraudeurs d'Henri Storck
- 1954 : La Chasse au nuage / Le Petit nuage / Le Nuage atomique (Jacht op de wolken), film de science-fiction de Charles Dekeukeleire avec la collaboration d'Antoine Allard et Armand Bachelier : Klant

## Théâtre
- 1903 : Champignol malgré lui, comédie en 3 actes de Georges Feydeau, au théâtre Minard de Gand (décembre)[2]
- 1904 : La Petite fonctionnaire, comédie en 3 actes d'Alfred Capus, musique d'André Messager, au théâtre Minard de Gand (janvier)[3]
- 1904 : Sacré Léonce, pièce en 3 actes de Pierre Wolff, au théâtre Minard de Gand (mars)[4]
- 1908 : L'Anglais tel qu'on le parle, comédie en 1 acte de Tristan Bernard, à l'Alcazar de Bruxelles (avril)
- 1908 : L'Enfant du miracle, comédie en 3 actes de Paul Gavault et Robert Charvay, à l'Alcazar de Bruxelles (mai)
- 1909 : Marthe, pièce en 4 actes d'Henry Kistemaeckers, à l'Alcazar de Bruxelles (avril)
- 1910 : Tête de linotte, comédie en 3 actes de Théodore Barrière et Edmond Gondinet, au théâtre royal du Parc à Bruxelles (juin)
- 1910 : Les Avariés, pièce en 3 actes d'Eugène Brieux, au théâtre royal du Parc à Bruxelles (juillet)
- 1910 : Le Secret de Polichinelle, comédie en 3 actes de Pierre Wolff, au théâtre royal du Parc à Bruxelles (juillet)
- 1910 : Le Bonheur conjugal, comédie en 3 actes d'Albin Valabrègue, au théâtre royal du Parc à Bruxelles (août)
- 1912 : Chair ardente, comédie en 3 actes de Juliette Dupont, au théâtre de la Gaité de Bruxelles (18 juin)
- 1925 : Romance, pièce d'Edward Sheldon, adaptation française de Robert de Flers et de Francis de Croisset, au théâtre royal des Galeries à Bruxelles (octobre)[5]
- 1926 : Au premier de ces messieurs, vaudeville en 3 actes d'Yves Mirande et André Mouëzy-Éon, au théâtre royal des Galeries à Bruxelles (septembre)[6]
- 1926 : Les Vignes du Seigneur, comédie en 3 actes de Robert de Flers et Francis de Croisset, au théâtre royal des Galeries à Bruxelles (septembre)[7]
- 1927 : Simone est comme ça, comédie en 3 actes d'Yves Mirande et Alex Madis, au théâtre de l'Avenue (25 janvier)[8]
- 1928 : L'Autoritaire, comédie en 3 actes d'Henri Clerc, au théâtre royal des Galeries à Bruxelles (mars)
- 1928 : La Recommandation, comédie en 1 acte de Max Maurey, au théâtre royal des Galeries (mars)[9]
- 1934 : Tante Marie, pièce en 3 actes et 8 tableaux d'Anne Valray, au théâtre royal du Parc à Bruxelles (11 novembre)[10]
- 1934 : La Souriante Madame Beudet, comédie en 2 actes de Denys Amiel et André Obey, au théâtre royal du Parc à Bruxelles (11 novembre).
- 1935 : La Demoiselle de Mamers, comédie en 3 actes d'Yves Mirande et Gustave Quinson, au théâtre Appolo de Nantes (15 mars) : la sourde[11]
- 1936 : Simone est comme ça, opérette en 3 actes d'Yves Mirande et Alex Madis d'après leur pièce, musique de Raoul Moretti, mise en scène de René Koval, au théâtre des Bouffes-Parisiens (3 mars) et au théâtre des Variétés de Marseille (octobre) : la concierge[12]
- 1937 : Jeux dangereux, comédie en 3 actes d'Henri Decoin, mise en scène d'Alfred Pasquali, au théâtre de la Madeleine (6 janvier) : la gouvernante[13]
- 1937 : Les Vignes du seigneur, comédie en 3 actes de Robert de Flers et Francis de Croisset, au théâtre de la Michodière (9 décembre) : la tante Aline[14]
- 1938 : Les Petites Cardinal, opérette en 2 actes et 10 tableaux d'Albert Willemetz et Paul Brach d'après le roman de Ludovic Halévy, musique de Jacques Ibert et Arthur Honegger, décors de Fernand Ochsé, au théâtre des Bouffes-Parisiens (2 février)[15]
- 1947 : Les Caprices de Marianne, comédie en 2 actes d'Alfred de Musset, au théâtre des Célestins de Lyon (16 avril) : Cluta
- 1947 : Liberté provisoire, comédie en 4 actes de Michel Duran, au théâtre Sarah-Bernhardt (8 octobre) : Benoîte.